# Шнеур Залман из Ляд
Раби Шнеур Залман из Ляд (ивр. רבי שניאור זלמן מלאדי‎; Алтер Ребе (идиш אלטער רבי‎) — «Старый ребе»; 15 сентября 1745, Лиозно, Речь Посполитая — 1812, с. Пены, Беловская волость, Суджанский уезд, Курская губерния, Российская империя) — еврейский философ, раввин, каббалист, основатель хасидского движения Хабад. Автор основополагающей книги учения, именуемой «Тания». Родоначальник династии хасидских цадиков и раввинов Шнеерсонов.

## Биография
Родился 18 Элула 5505 года (15 сентября 1745 года по григорианскому календарю) в хасидской семье Боруха и Ривки Познеров, которые получили благословение на рождение мальчика лично от Бешта. 
Обучался Торе в Любавичах, где обратил на себя внимание как способный ученик. В 1760 году 15-летний Шнеур Залман женится на ребецн Стерне — дочери витебского богача Йеуды-Лейба Сегала. Полученные в качестве приданого деньги (5 тыс. золотых) он направил на закупку инвентаря для еврейских сельскохозяйственных артелей в окрестностях Витебска. В 18 лет, живя в доме тестя, он полностью изучил Талмуд и приступил к Каббале. Для завершения образования 20-летний Шнеур Залман отправился к Магиду из Межереча, после чего вернулся в 1767 году в Лиозно уже как магид (проповедник). По совету наставника в 1770 году Шнеур Залман приступил к написанию книги Шулхан Арух Рава, в которой простым языком изъяснил галаху.
В 1772 году Магид из Межерича послал Шнеура Залмана в составе хасидской делегации на переговоры с Виленским гаоном в Вильно, чтобы уладить разногласия в иудейской среде, однако переговоры не состоялись, поскольку «перед их носом дважды захлопывались двери». Хасидам был объявлен великий херем. Шнеур Залман поселился в Могилёве, а затем в 1777 году попытался вместе с группой хасидов эмигрировать в Палестину, однако на границе Османской империи его отговорил Менахем Мендль из Витебска, благословив его быть пастырем руководителя российских хасидов. Шнеур Залман возвратился в Лиозно. В 1797 году он написал книгу Тания, в которой изложил основы Хабада.
Смерть Виленского гаона вновь обострила вражду в иудейской общине. Хасиды пели и плясали, а их противники написали донос властям на «Залмана Боруховича», который был арестован и отправлен в Санкт-Петербург в казематы Петропавловской крепости. Единственное обвинение, которое ему смогли предъявить — это переправка денег в Турцию, на поддержку еврейских общин, но вскоре Шнеур Залман был освобождён. Два года спустя в 1801 году он был вновь арестован, и лишь смерть Павла I вновь даровала ему свободу. Шнеур Залман, теперь больше известный как Алтер Ребе («старый учитель»), поселился в Лядах.

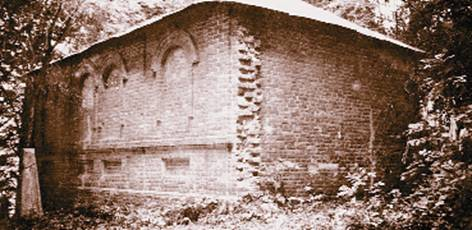
Охель Шнеура Залмана в Гадяче (Украина)

Во время французского вторжения 1812 года он проявил себя как патриот России, призвав хасидов поддержать царя. Он говорил: «Если победит Бонапарт, положение евреев улучшится и богатство их возрастёт, но зато сердца их отдалятся от Бога». Наступление французской армии вынудило Алтер Ребе покинуть насиженное место и скитаться по центральной России, где он и скончался. 
Могила основателя Хабада находится в украинском городе Гадяч.

## Учение
Особенность философии Алтер Ребе заключается прежде всего в привнесении интеллектуального начала в традиционную хасидскую мистику Каббалы. Поэтому в название своего учения он поставил категории мудрости (ивр. חכמה‎, хохма), понимания (ивр. בינה‎, бина) и знания (ивр. דעת‎, даат). Алтер Ребе рассматривает свои сочинения как руководство для богопознания. Особое место он уделяет не только понятиям любовь (ивр. אהבה‎, ахава) и страх (ивр. יראה‎, йира), но и размышлениям (хитбоненут). Вместе с тем, Алтер Ребе был далёк от европейского понимания Просвещения, утверждая, что обычные науки (хохмот хицониёт) не способствуют просвещению ума. Интеллектуальное постижение Бога возможно только посредством Торы, когда божественные сехель и миддот соединяются, образуя Знание (даат).

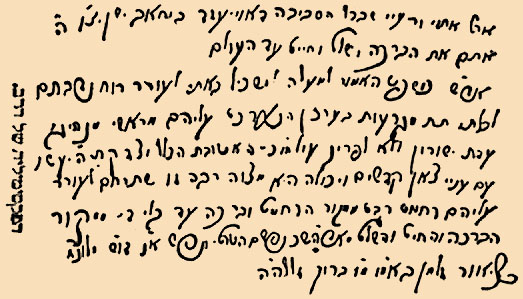
Факсимиле Залмана

Душа еврея воспринимается им как божественная искра (нефеш ха-элокит), которая стремится воссоединиться с Богом. Эта искра не является сотворённой, но представляет собой прямую эманацию Божественной мудрости (хохма илаа). Средствами на этом пути с одной стороны выступают Тора и ритуалы согласно ей, посредством которого верующий достигает состояния биттул (самоотречение, преодоление эго), а с другой — хасага (постижения, интеллектуального понимания природы Бога). Приближение к Богу реализуется в достижении троицы нравственных качеств: доброта (ивр. חסד‎, хесед — однокоренное слову хасид), сдержанность (ивр. גבורה‎, гвура) и умеренность (ивр. תפארת‎, тиферет)
В человеке также помимо божественной искры есть и животная душа (ха-нефеш ха-бахамит), которой свойственно стремление ко злу (ецер ха-ра). В отличие от античной философии, Алтер Ребе не противопоставляет божественный разум низким эмоциям. Он полагает, что свой разум (сехель) и чувство (миддот) есть и у божественной искры и у её тёмного двойника (ивр. סטרא אחרא‎, ситра ахра: обратная сторона) животной души. Отсюда у человека два разума и два чувства. Провозглашая идеалом человека цадика, Алтер Ребе много внимания уделяет бенони, то есть среднестатистическому человеку, обывателю. Бенони не зол и не добр, но мечется между двух этих начал.
10 сфирот суть не что иное как проявление Бога. Присутствуют они и в человеке, поскольку человек является микрокосмом. Три высших сфирот выражают интеллектуальное начало в человеке, а семь низших — эмоциональное. Все зло мира является результатом обособленности (клипот).